# Мойсенці
Мо́йсенці або Мо́йсинці — колишнє село в Україні, Іркліївському районі Черкаської області. 1960 року територія села була затоплена водами Кременчуцького водосховища. Жителів села було переселено до новозаснованого села Придніпровське Чорнобаївського району Черкаської області.

## Географія
Мойсенці розташовувалися поблизу лівого берега Дніпра, в Іркліївському районі, на території сучасного Кременчуцького водосховища. На північний захід від села лежав Іркліїв, на заході — Самовця, а на південному сході — Васютинці.

## Історія
На території села Мойсенці були виявлені пам'ятки пізньозарубинецької культури Подніпровського ареалу, що пов'язується зі слов'янським племінним союзом уличів.
Після створення Козацької держави Богдана Хмельницького село Мойсенці входило до складу Жовнинської сотні Чигиринського полку, а згодом Ірклівської сотні Переяславського полку. В селі було 109 козацьких і 3 селянських хат. У реєстрі Війська Запорозького 1649 року значиться козак цієї сотні — Іван Біда (ст.-укр. Иван Бида).
До 1727 року, за свідченням старожилів, було повністю козацьким.
Село є на мапі 1800 року.
У ХІХ ст. належало до Мойсенської волості Золотоніського повіту Полтавської губернії Російської імперії. Мало Церкву святих Якима і Анни, що належала Полтавській єпархії Російської православної церкви.
У 1917–1920 роках, у добу Української Народної Республіки та визвольних змагань, у селі діяла Мойсенська українська змішана гімназія, що мала програми з української мови. З 8 грудня 1918 року по 20 липня 1920 року в ній викладав математику Андрій Моторний, один з майбутніх засновників української геодезичної школи.
Після утвердження радянської влади в селі була створена Сільськогосподарська артіль (колгосп) імені Сталіна.
1930 року за наказом голови  Мойсенської сільради Чорновола у селі було розкуркулено 25 сімей, у тому числі попа Орду, Ільницьких, Міхновських.
У 1958 р. в Мойсенцях проживало 200 сімей. Найпоширенішими прізвищами в с. були Антоненко, Баранник, Біда, Близнюк, Велько, Гам'янін, Горб, Грицай, Гришков, Гроза, Данілевський, Дмитренко, Дядик, Жицький, Жмурко, Іщенко, Козуля, Кушнір, Лисняк, Литвиненко, Ляпкало, Михайлик, Мойся (Ле), Науменко, Редька, Романець, Саченко, Степаненко, Сумський, Тарасенко, Топчій, Фінашкин, Хандюк, Хмара, Цимбал, Шестопалько, Шиш.
1960 р. у зв'язку з будівництвом та наповненням Кременчуцького водосховища усі мешканці переселені в село Придніпровське Чорнобаївського району Черкаської області. Український письменник і уродженець Мойсенців Іван Ле (справжнє прізвище — Мойся) звертався до вищих органів влади УРСР з проханням зберегти для історії назву власного села, перейменувавши Придніпровське на Мойсенці, але його прохання не задовольнили

## Церква
- Церква святих Якима і Анни — назва на честь батьків Діви Марії, святої Анни і Якима. Входила до складу Полтавської єпархії. у 1770—1918 роках в ній служили паламарями і парохами представники родини Міхновських: Михайло Міхновський, його сини Харитон та Іван (1865 року фундував школу), Явдоким Міхновський, Іван Григорович Міхновський (парох з 1875, 1898 року перебудував церкву), Василь Іванович Міхновський (1900—1910), Іван Іванович Міхновський (1910—1917)[15].

## Відомі люди
- Іван Ле — український письменник
- Інокентій Біда — мученик.
- Кушнір-Марченко Кость Федорович
- Біда Андрій Григорович (1886) — уродженець с. Мойсенці. Заарештований 1.03.1932 р. за ст. 54-10 КК УРСР. Постановою особливої наради ДПУ 20.11.1932 р. засланий на Північ на 3 роки. Реабілітований Прокурором Черкаської обл. 29.06.1989 р[16].